# Staatsmuseum Auschwitz-Birkenau
Het Staatsmuseum Auschwitz-Birkenau (Pools: Państwowe Muzeum Auschwitz-Birkenau) is een museum in de Poolse stad Oświęcim over de slachtoffers van concentratiekamp Auschwitz tijdens de Tweede Wereldoorlog. Het museum omvat exposities in diverse gebouwen van Auschwitz I en de openstelling van het kampterrein van Auschwitz-Birkenau. Het museum beschikt over archieven en doet onderzoek naar de toedracht en uitvoering van de Sjoa in het algemeen en Auschwitz in het bijzonder. Het museum ontving in 2019 meer dan 2 miljoen bezoekers.

## Geschiedenis
Direct na de oorlog werd er nauwelijks aandacht besteed aan het onderhoud van Auschwitz en de diverse kampen raakten in verval. In 1946 kwam het kamp onder beheer te staan van het MKiS. Begin 1947 presenteerde Ludwik Rajewski, hoofd van de afdeling Musea en Monumenten van het MKiS, een plan om in Auschwitz I het herinneringscentrum en museum te vestigen. In juni 1947 werd een tentoonstelling geopend in Auschwitz I. Deze tentoonstelling werd in 1950 uitgebreid en in 1955 werd de tentoonstelling geheel vervangen door een nieuwe.

## Tentoonstellingen
In Auschwitz I zijn de meeste gebouwen nog altijd aanwezig en worden voor een deel gebruikt als tentoonstellingsruimte.

### Holocaust
Blok 4 en 5 bevatten een tentoonstelling over de Holocaust. Blok 5 is de plek waar een verzameling voorwerpen ligt die in het concentratiekamp werd gevonden. Brillen, schoenen, kookgerei en koffers. Er is een vitrinekast van circa dertig meter lang die in zijn geheel is gevuld met het afgeschoren haar van de gevangenen.

### kampleven Auschwitz I
Blok 6 en 7 bevat een tentoonstelling over het leven in Auschwitz I. In Blok 7 vindt men het sanitaire blok en de slaapkamers.

### Gevangenis
Blok 11 is de eerste plek in dit kamp waar het Zyklon B gas werd gebruikt om mensen te vergassen. Vlak daarnaast bevindt zich de doodsmuur, waar mensen werden neergeschoten.

## Landenpaviljoens
Sinds 1960 worden in de verschillende blokken nationale permanente tentoonstellingen gehuisvest. Ze zijn gemaakt in samenwerking met het betreffende land waarvan tijdens de Tweede Wereldoorlog de inwoners naar Auschwitz werden gedeporteerd.
In blok 21 bevindt zich het Nederlands paviljoen. Het staat onder verantwoordelijkheid staat van het Nederlands Auschwitz Comité. Het paviljoen werd in 1980 geopend. Het werd in 2005 voorzien van een nieuwe tentoonstelling.
In blok 20 wordt op de bovenverdieping  het naziregime in België behandeld. Aan de hand van oude foto's, wetteksten die door de nazi's werden ingevoerd of propagandaposters wordt een beeld geschetst over hoe de onderdrukking in België werd uitgevoerd. In 2006 is de expositie vernieuwd.

## Kampterrein AuschwitzII
In Auschwitz II Birkenau is een deel van de barakken gesloopt en de materialen hergebruikt. Van de bijna driehonderd houten barakken hebben het er negentien overleefd: achttien nabij het entreegebouw en één barak verder het kamp in.  Naast het entreegebouw staan enkele zuidelijk gelegen stenen barakken van het vrouwenkamp nog overeind. Enkele van deze barakken zijn heropgebouwd ten behoeve van de filmopname voor De laatste etappe in 1947.
Het saunacomplex is behouden gebleven met een voor het publiek ingerichte tentoonstelling. De  crematoria met de gaskamers werden kort voor de bevrijding opgeblazen en zijn flink beschadigd. Ze kunnen van enige afstand bekeken worden.

## Collectie
Het museum beschikt over een collectie van objecten en 250 meter beeldmateriaal en documenten.

### Gebouwen
- 150 gebouwen
- 300 ruines

### Voorwerpen
- 110.000 schoenen;
- 3.800 koffers waarvan 2.100 voorzien van een naam;
- 12.000 potten en pannen;
- 470 protheses en orthopedische beugels;
- 397 gevangeniskleding (“stripes”);
- 246 gebedskleden;
- 4.100 kunstwerken (2.000 gemaakt door gevangenen).
- 2 ton haar van vrouwelijke gevangenen.

### Beeldcollectie
- 39.000 negatieven van ingekomen gevangenen voor de kampadministratie
- kopieën van 200 foto's die zijn genomen van de deportatie van Joden vanuit Hongerije in 1944
- Sonderkommandofoto's, illegaal genomen vanuit de gaskamers
- 500 foto's van gebouwen en het terrein toen het kamp in werking was, gefotografeerd door de SS
- 2500 familiefoto's die door gedeporteerden naar Auschwitz werden gebracht (voornamelijk Joden uit de ghetto's van Będzin en Sosnowiec);
- tientallen luchtfoto's gemaakt door de geallieerden in 1944
- foto's gemaakt na de bevrijding
- 2.000 opnames van kampgevangenen;
- 1.000 videobanden
- 130 documentairefilms

### Documenten
- 48 archiefdelen van de dodenboeken van het kamp met 70.000 overlijdensverklaringen
- 248 archiefdelen van bestanden van de Zentralbauleitung der Waffen SS und Polizei Auschwitz, met bouwtekeningen en plattegronden
- 64 archiefdelen met documenten van het SS‐Hygiene Institute
- 16 archiefdelen met persoonlijke bestanden van gevangenen;
- 13.000 brieven en briefkaarten verstuurd door gevangenen
- 800.000 microfilm-fiches met kopien van kampinformatie van externe bronnen
- 167 archiefdelen van het Statements fonds, met 3.500 getuigenverslagen van gevangenen, dwangarbeiders en inwoners, in totaal 30.000 pagina's;
- 282 archiefdelen van het Memoirs fonds, met 1.400 herinneringen van gevangenen, dwangarbeiders en inwoners, in totaal 45,000 pagina's;
- 78 archiefdelen van rechtszaken rond kampcommandant Rudolf Höss en het garnizoen van het kamp, in totaal 16.000 pagina's;
- 196 archiefdelen van het fonds of Questionnaires, ingevuld door voormalige kampgevangenen, 20.000 pagina's;
- 27 archiefdelen met vragenlijsten van voormalige kampgevangenen, 8.000 pagina's
- 7 archiefdelen met documenten over de evacuatie van Auschwitz, 1.000 pagina's.